# Famille Vécsey
Vécsey (hernádvécsei és hajnácskeői nemes, báró és gróf Vécsey  en hongrois)  est le patronyme d'une ancienne famille noble hongroise originaire du comté de Abaúj en Haute-Hongrie.

## Origines
La famille remonte à Balázs Szőlősi de Vécse (vécsei Szőlősi Balázs en hongrois) (1470-1553), qui reçoit en 1507 un don de blason du roi Vladislas II de Hongrie. Une lettre de 1517 assure à son fils la succession du fief de Vécse dont il prend le nom. Le nom du fief de Hajnácskeő est ajouté au patronyme au XVIIe siècle à la suite du mariage de Sándor Vécsey avec Máriá Csapy qui lui apporte en dot le château du même nom. Nouveau don de blason pour István Vécsey en 1532. Sándor Vécsey, époux de Máriá Szelényi, est titré baron le 21 novembre 1692. La branche Gömöri accède au rang de comte le 18 avril 1813 en la personne du général Ágoston Vécsey (en) et s'éteint avec l'un de ses fils en 1879.

## Membres
- comte (1er) August Vécsey (en) (1775-1857), général KuK de cavalerie, Capitaine de la Garde du corps royale hongroise.
- comte Károly Vécsey (1804-1849), général hongrois exécuté pour sa participation à la révolution hongroise de 1848.
- baron Miklós Vécsey (hu) (1749–1829), főispán (comte-suprême) de Szatmár, chambellan KuK.
- baron Miklós Vécsey (hu)  (1789–1854) conseiller privé réel, főispán de Szatmár, chevalier de l'Ordre de Saint-Étienne de Hongrie.
- baron Miklós Vécsey (1835–1903), membre de la chambre des Magnats (Chambre haute).
- baron Miklós Vécsey (1869–1951), propriétaire, membre de la chambre des Magnats, főrend, responsable de l'Institut national d'assurances sociales (OTI-tisztviselő en hongrois).

## Sources, lien externe
- kislexikon, Vécsey
- Iván Nagy : Magyarország családai czimerekkel és nemzedékrendi táblákkal, XI-XII.,   (ISBN 963-85923-9-7)